# (38721) 2000 QQ128
2000 QQ128 (asteroide 38721) é um asteroide da cintura principal. Possui uma excentricidade de 0.15399930 e uma inclinação de 3.97431º.
Este asteroide foi descoberto no dia 25 de agosto de 2000 por LINEAR em Socorro.